# Caryande
«  Caryanda (cité antique) » redirige ici. Pour les autres significations, voir Caryanda.
Caryande (ou Caryanda, du grec ancien Καρύανδα / Karyanda) est un site antique en Turquie. C'était une cité grecque située dans l'ancienne province de Carie. L'étymologie du nom pourrait être en rapport avec Carien, nom des habitants de la Carie.
La cité aurait d'abord été un port situé sur une île du même nom dans la mer Égée. Elle fut relocalisée ensuite sur le continent. Elle se situe maintenant près de la commune turque de Türkbükü (en), sur la péninsule de Bodrum. Elle se situait à une vingtaine de kilomètres au nord de la cité grecque d'Halicarnasse.